# UAE Healthy Kidney 10K
UAE Healthy Kidney 10K (буквальный перевод — ОАЭ Здоровые почки 10 км) — ежегодный 10-километровый пробег, который проводится в Нью-Йорке, США. Один из главных стартов на 10 км, проводимых Нью-Йоркским клубом любителей бега. Дистанция пробега полностью проходит по Центральному парку. Создан при поддержке консульства ОАЭ в Нью-Йорке. Проводится в честь бывшего президента Объединённых Арабских Эмиратов шейха Зайд ибн Султан аль-Нахайяна, которому пересаживали почку в 2000 году. Все вырученные деньги от соревнований идут в Национальный почечный фонд (National Kidney Foundation).

## Победители
Рекорд трассы
| №   | Год  | Победитель у мужчин     | (м:с)   | Победитель у женщин    | (м:с) |
| --- | ---- | ----------------------- | ------- | ---------------------- | ----- |
| 1-й | 2005 | Крейг Моттрэм (AUS)     | 28:27.3 | Алемтсехай Абате (ETH) | 35:10 |
| 2-й | 2006 | Крейг Моттрэм (AUS)     | 28:13   | Алемтсехай Абате (ETH) | 34:48 |
| 3-й | 2007 | Датан Ритценхайн (USA)  | 28:07.2 | Алемтсехай Абате (ETH) | 35:31 |
| 4-й | 2008 | Патрик Макау (KEN)      | 28:18.4 | Азиза Абате (ETH)      | 33:32 |
| 5-й | 2009 | Тадесе Тола (ETH)       | 27:48   | Азиза Абате (ETH)      | 33:38 |
| 6-й | 2010 | Гебре Гебремариам (ETH) | 27:42   | Бизунеш Деба (ETH)     | 33:09 |
| 7-й | 2011 | Леонард Комон (KEN)     | 27:35   | Бизунеш Деба (ETH)     | 33:39 |
| 8-й | 2012 | Даниэль Меуччи (ITA)    | 28:28   | Бекелеш Бедада (ETH)   | 34:54 |
| 9-й | 2013 | Леонард Комон (KEN)     | 27:58   | Азиза Абате (ETH)      | 34:34 |